# Billy Searle
Pour les articles homonymes, voir Searle.

a Compétitions nationales et continentales officielles uniquement.

b Matchs officiels uniquement.
Dernière mise à jour le 8 juillet 2024.
Billy Searle, né le 25 mars 1996 à Exeter (Angleterre), est un joueur anglais de rugby à XV jouant au poste de demi d'ouverture au SU Agen depuis 2024.
Il commence sa carrière à Bristol où il joue deux ans, avant de rejoindre les Wasps. Barré par la concurrence et gêné dans sa progression par les blessures, il quitte le club pour les Worcester Warriors. Il y joue deux ans, jusqu'à la liquidation judiciaire du club en 2022 qui l'oblige à changer d'équipe. Il s'engage alors à Bath où il signe un contrat à court terme, puis rejoint le Stade toulousain en 2023, en tant que joker Coupe du monde. À la fin de ce contrat de joker, il rejoint le Biarritz olympique, puis le SU Agen.

## Biographie

### Jeunesse et formation
Billy Searle commence à jouer au rugby à XV avec l'équipe du compté de Devon des moins de 16 ans puis des moins de 18 ans. Il joue également au Okehampton RFC (en) pendant qu'il étudiait au Okehampton College (en). Après une très bonne saison 2012-2013, il rejoint le Launceston Rugby Club, en quatrième division, pour jouer à un plus haut niveau. Il y devient l'un des meilleurs joueurs de l'équipe et est sélectionné avec l'équipe régionale des Cornouailles. Après une seule année avec cette équipe, il est ensuite recruté, en 2015, par Plymouth Albion, jouant alors en National League 1, la troisième division anglaise. Ses bonnes performances sont rapidement remarquées par Bristol qui le recrute dans son centre de formation dès la saison suivante en 2016-2017. Billy Searle a alors 20 ans,.

### Débuts professionnels à Bristol (2016-2018)
Deux mois seulement après le début de la saison 2016-2017 et quelques bons matchs joués avec l'équipe réserve de Bristol, il fait ses débuts professionnels le 14 octobre 2016, à l'occasion de première journée de Challenge européen contre Cardiff, lorsqu'il entre en jeu à six minutes de la fin du match à la place d'Adrian Jarvis. Quelques minutes après son entrée, il transforme un essai mais son équipe est battue sur le score de 20 à 33,. Il connaît sa première titularisation la semaine suivante lors de la deuxième journée de Challenge européen face à Bath. Il est titulaire à l'ouverture, marque une pénalité et joue 51 minutes avant d'être remplacé après un bon match de sa part. Les siens sont toutefois de nouveau battus 22 à 6. Il fait sa première apparition en Premiership en mi-novembre lors de la huitième journée de championnat encore une fois face à Bath. Il est titulaire, inscrit trois pénalités, soit neuf points, mais ce n'est toujours pas suffisant pour permettre à son équipe de l'emporter ; Bristol est battu 16-9. Pour sa première saison, Billy Searl joue 17 matchs toutes compétitions confondues dont 14 titularisations et marque 51 points dont un essai. Bristol termine la saison à la douzième et dernière place du classement général et est donc relégué en deuxième division.
La saison suivante, en 2017-2018, il joue onze matchs de championnat dont deux en tant que titulaire et marque 23 points. Bristol termine à la première place du classement général et remonte donc en première division, un an après sa descente.

### Passage difficile avec les Wasps (2018-2020)
Après des débuts plutôt réussis à Bristol, Billy Searle s'engage avec les Wasps à partir de la saison 2018-2019. Pour sa première saison, il joue 13 matchs toutes compétitions confondues et inscrit 62 points avant de se blesser gravement à une jambe en février 2019, mettant fin prématurément à sa saison. Il joue peu à cause de Lima Sopoaga, son concurrent au poste de demi d'ouverture, qui commence la plupart des rencontres. 
La saison suivante, en 2019-2020 après sept mois sans jouer, il fait son retour sur les terrains en octobre 2019, en Coupe d'Angleterre. Cependant, avec l'émergence à son poste de Jacob Umaga, Billy Searle joue encore moins et ne participe qu'à trois rencontres de championnat cette saison. Les Wasps terminent à la deuxième place du classement général de la phase régulière et se qualifient pour les demi-finales où il éliminent Bristol et atteignent la finale. Pour cette rencontre face à Exeter, les Wasps s'inclinent 19 à 13. Searle ne participe pas aux phases finales.

### Transfert à Worcester puis Bath (2020-2023)
En manque de temps de jeu face à la concurrence à son poste et sans avoir réussi à s'y imposer, Billy Searle quitte les Wasps deux ans après son arrivée et rejoint les Worcester Warriors pour la fin de saison 2019-2020, décalée à cause de la pandémie de Covid-19 et le début de la saison 2020-2021 à l'âge de 23 ans. Il joue la première partie de saison en alternant les titularisations avec Jamie Shillcock au poste d'ouvreur, avant de se blesser gravement à la mi-saison. Il fait son retour deux mois plus tard. Il joue ainsi dix-huit rencontres comptant pour ces deux saisons, marquant 88 points.
La saison suivante, en 2021-2022, il joue 24 matchs toutes compétitions confondues et inscrit 97 points. Worcester atteint la finale de la Coupe d'Angleterre et la remporte en battant les London Irish en finale, bien que Searle ne participe pas à cette rencontre. Il commence ensuite la saison 2022-2023 avec Worcester, avant la liquidation judiciaire du club en octobre 2022 entraînant le licenciement de tous les joueurs de l'équipe. À la suite de cela, il rejoint le club de Bath Rugby signant un contrat à court terme, en compagnie de son coéquipier et concurrent Shillcock pour pallier les absences sur blessure d'Orlando Bailey, Piers Francis et Tom de Glanville,. Avec son nouveau club, il ne joue qu'un seul match durant la saison, lors de la neuvième journée de championnat face à Newcastle. Il entre en jeu en seconde période et marque cinq points au pied, donnant la victoire aux siens 17 à 10. Cependant, il se blesse également durant cette rencontre, et ne peut donc plus rejouer, faisant de ce match son unique avec Bath.

### Départ en France (depuis 2023)
Après une saison presque blanche avec Bath, Billy Searle rejoint le Stade toulousain en tant que joker Coupe du monde afin de pallier les absences de nombreux internationaux partis avec leur sélection durant la mondial. Il arrive ainsi pour suppléer Romain Ntamack et dans une moindre mesure Thomas Ramos et Antoine Dupont pouvant aussi jouer à l'ouverture,. Il sera le seul ouvreur du club avec le jeune Edgar Retière. En fin de saison, le Stade toulousain remporte son vingt-troisième bouclier de Brennus après avoir gagné la finale du Championnat de France en battant l'Union Bordeaux Bègles sur le score de 59 à 3. Bien qu'il ne soit plus au club à ce moment-là, Billy Searle est tout de même sacré champion de France. 
Après la Coupe du monde, il rejoint le Biarritz olympique, en Pro D2, pour le reste de la saison et s'y engage pour trois saisons. Il est alors en concurrence avec l'Allemand Christopher Hilsenbeck et Ilian Perraux. A l'issue de la saison, il s'engage au SU Agen où il ne reste qu'une année. Alors qu'il est annoncé de retour à Worcester, il s'engage finalement à Leicester.

## Statistiques
| Saison                   | Club                     | Championnat              | Championnat | Championnat | Coupes d'Europe                        | Coupes d'Europe                        | Coupes d'Europe                        |
| Saison                   | Club                     | Compétition              | M           | Pts.        | Compétition                            | M                                      | Pts.                                   |
| ------------------------ | ------------------------ | ------------------------ | ----------- | ----------- | -------------------------------------- | -------------------------------------- | -------------------------------------- |
| 2015-2016                | Plymouth Albion          | National League 1        | 27          | 96          | Pas de qualification en Coupe d'Europe | Pas de qualification en Coupe d'Europe | Pas de qualification en Coupe d'Europe |
| Total Plymouth Albion    | Total Plymouth Albion    | Total Plymouth Albion    | 27          | 96          |                                        |                                        |                                        |
| 2016-2017                | Bristol Rugby            | Premiership              | 12          | 28          | Challenge européen                     | 5                                      | 21                                     |
| 2017-2018                | Bristol Rugby            | Championship             | 11          | 23          | Pas de qualification en Coupe d'Europe | Pas de qualification en Coupe d'Europe | Pas de qualification en Coupe d'Europe |
| Total Bristol Rugby      | Total Bristol Rugby      | Total Bristol Rugby      | 27          | 51          | Coupes d'Europe                        | 5                                      | 21                                     |
| 2018-2019                | Wasps                    | Premiership              | 7           | 39          | Coupe d'Europe                         | 4                                      | 12                                     |
| 2019-2020                | Wasps                    | Premiership              | 3           | 15          | Coupe d'Europe                         | 3                                      | 15                                     |
| Total Bristol Rugby      | Total Bristol Rugby      | Total Bristol Rugby      | 10          | 54          | Coupes d'Europe                        | 7                                      | 27                                     |
| 2019-2020                | Worcester Warriors       | Premiership              | 7           | 23          | Challenge européen                     | -                                      | -                                      |
| 2020-2021                | Worcester Warriors       | Premiership              | 10          | 65          | Challenge européen                     | 1                                      | -                                      |
| 2021-2022                | Worcester Warriors       | Premiership              | 17          | 30          | Challenge européen                     | 3                                      | 27                                     |
| 2022-2023                | Worcester Warriors       | Premiership              | 3           | 14          | Challenge Cup                          | -                                      | -                                      |
| Total Worcester Warriors | Total Worcester Warriors | Total Worcester Warriors | 37          | 132         | Coupes d'Europe                        | 4                                      | 27                                     |
| 2022-2023                | Bath Rugby               | Premiership              | 1           | 5           | Challenge Cup                          | -                                      | -                                      |
| Total Bath Rugby         | Total Bath Rugby         | Total Bath Rugby         | 1           | 5           | Coupes d'Europe                        | 0                                      | 0                                      |
| 2023-2024                | Stade toulousain         | Top 14                   | -           | -           | Champions Cup                          | -                                      | -                                      |
| Total Stade toulousain   | Total Stade toulousain   | Total Stade toulousain   | 0           | 0           | Coupes d'Europe                        | 0                                      | 0                                      |
| Total                    | Total                    | Total                    | 102         | 338         | Coupes d'Europe                        | 16                                     | 75                                     |

## Palmarès
- Bristol Rugby
  - Vainqueur du Championnat d'Angleterre de 2e division en 2018

- Wasps
  - Finaliste du Championnat d'Angleterre en 2020

- Worcester Warriors
  - Vainqueur de la Coupe d'Angleterre en 2022
- Stade toulousain
  - Vainqueur du Championnat de France en 2024